# Vörhenyes füleskuvik
A vörhenyes füleskuvik (Otus rufescens) a madarak (Aves) osztályának a bagolyalakúak (Strigiformes) rendjéhez, ezen belül a bagolyfélék (Strigidae) családjához tartozó faj.

## Rendszerezése
A fajt Thomas Horsfield amerikai ornitológus írta le 1821-ben, a Strix nembe Strix rufescens néven.

## Alfajai
- Otus rufescens malayensis (Hachisuka, 1934) - Thaiföld déli része és Malajzia Maláj-félszigeten fekvő része
- Otus rufescens rufescens (Horsfield, 1821) - Szumátra, Borneó, Jáva és Bangka [2]

## Előfordulása
Délkelet-Ázsiában, Brunei, Indonézia, a Fülöp-szigetek,  Malajzia és Thaiföld területén honos. Természetes élőhelyei a szubtrópusi és trópusi síkvidéki esőerdők és mocsári erdők, valamint másodlagos erdők. Állandó, nem vonuló faj.

## Megjelenése
Testhossza 18 centiméter.

## Természetvédelmi helyzete
Az elterjedési területe nagyon nagy, de csökken, egyedszáma szintén csökken. A Természetvédelmi Világszövetség Vörös listáján mérsékelten fenyegetett fajként szerepel.

## További információ
- Képek az interneten a fajról
- Xeno-canto.org - a faj hangja és elterjedési területe